# Vòng loại Giải vô địch bóng đá nữ U-17 thế giới khu vực châu Phi 2010
Vòng loại Giải vô địch bóng đá nữ U-17 thế giới khu vực châu Phi 2010 diễn ra nhằm xác định đội tuyển của khu vực châu Phi tham dự Giải vô địch bóng đá nữ U-17 thế giới. Ba đội tuyển Nam Phi, Nigeria và Ghana đại diện cho khu vực châu Phi tham dự Giải vô địch bóng đá nữ U-17 thế giới 2010.

## Vòng sơ loại
| Đội 1    | TTS  | Đội 2        | Lượt đi | Lượt về |
| -------- | ---- | ------------ | ------- | ------- |
| Botswana | w/o1 | Kenya        | —       | —       |
| Togo     | w/o1 | Sierra Leone | —       | —       |

- 1 - Kenya và Sierra Leone bỏ cuộc trước lượt đi. Botswana và Togo lọt vào vòng sau.[1]

## Vòng một
Diễn ra từ 4 tới 20 tháng 4 năm 2010.
| Đội 1    | TTS  | Đội 2      | Lượt đi | Lượt về |
| -------- | ---- | ---------- | ------- | ------- |
| Botswana | 1–22 | Nam Phi    | 1–9     | 0–13    |
| Togo     | w/o2 | Nigeria    | —       | —       |
| Tunisia  | w/o2 | CHDC Congo | —       | —       |
| Ai Cập   | w/o2 | Ghana      | —       | —       |

- 2 – Togo, CHDC Congo và Ai Cập bỏ cuộc trước lượt đi. Nigeria, Tunisia và Ghana đi tiếp.[1]

## Vòng hai
| Đội 1   | TTS  | Đội 2   | Lượt đi | Lượt về |
| ------- | ---- | ------- | ------- | ------- |
| Nigeria | 7–1  | Nam Phi | 5–0     | 2–1     |
| Ghana   | 11–0 | Tunisia | 7–0     | 4–0     |

Nigeria và Ghana giành quyền dự Giải vô địch bóng đá nữ U-17 thế giới 2010 tại Trinidad và Tobago. Nam Phi và Tunisia dự trận play-off để xác định đội còn lại.

## Vòng play-off
| Đội 1   | TTS | Đội 2   | Lượt đi | Lượt về |
| ------- | --- | ------- | ------- | ------- |
| Tunisia | 1–2 | Nam Phi | 1–1     | 0–1     |

## Các đội vượt qua vòng loại
| Đội     | Ngày vượt qua | Số lần dự World Cup U-17 |
| ------- | ------------- | ------------------------ |
| Ghana   | 2010          | 1 (2008)                 |
| Nigeria | 2010          | 1 (2008)                 |
| Nam Phi | 2010          | 0                        |